# 노예주와 자유주

1789년부터 1861년까지 노예주와 자유주를 보여주는 지도

노예주(奴隸州, 영어: slave state)는 미국 남북 전쟁 이전에 있었던 노예 제도가 합법적이었던 주를 말한다. 이 개념과 반대로 자유주(自由州, 영어: free state) 또는 해방주(解放州, 영어: liberated state)는 노예 제도를 금지했거나 이미 폐지한 주를 말한다. 노예제도는 남북전쟁의 원인이었으며, 1865년 ‘미국 헌법 수정 제13조’로 폐지했다.

## 배경
매사추세츠, 뉴욕, 펜실베이니아, 뉴저지를 포함한 미국 북동부와 중부 대서양 연안 주들은 17세기와 18세기, 심지어 19세기까지도 노예제도를 합법화한 곳이다. 남북전쟁 이전 세대에서 일련의 조치로 말미암아 노예를 해방하기 시작했다.
미국 내에서 노예제도를 완전히 철폐한 최초 지역은 미국 북서부였다. 이러한 조치는 미국 헌법을 비준하기 전 1787년 북서부 법령으로 해방이 예정된 것이었다. 오하이오주, 인디애나주, 일리노이주, 위스콘신주, 미네소타주를 포함한 이 지역에는 뉴잉글랜드 출신이나 미국독립전쟁 참전 용사들이 주로 거주하는 곳이었다. 남쪽의 오하이오 강을 기준으로 이 지역에 노예를 완전히 해방했기 때문에 서부로 노예제도를 합법화한 곳에 영향을 미치고 있었다. 그리하여 ‘자유주’ 개념의 반대인 ‘노예주’개념이 자리잡게 되었다.

## 갈등
1812년 이전까지 노예주와 자유주의 균형을 맞추는 것에 대한 관심은 그다지 심각하지 않았다. 아래는 1812년 각 주의 상황을 나태낸다:
| 노예주           | 년도 | 자유주                     | 년도 |
| ---------------- | ---- | -------------------------- | ---- |
| 델라웨어         | 1787 | 뉴저지 (1804년까지 노예주) | 1787 |
| 조지아           | 1788 | 펜실베이니아               | 1787 |
| 메릴랜드         | 1788 | 코네티컷                   | 1788 |
| 사우스캐롤라이나 | 1788 | 매사추세츠                 | 1788 |
| 버지니아         | 1788 | 뉴햄프셔                   | 1788 |
| 노스캐롤라이나   | 1789 | 뉴욕 (1799년까지 노예주)   | 1788 |
| 켄터키           | 1792 | 로드아일랜드               | 1790 |
| 테네시           | 1797 | 버몬트                     | 1791 |
| 루이지애나       | 1812 | 오하이오                   | 1803 |

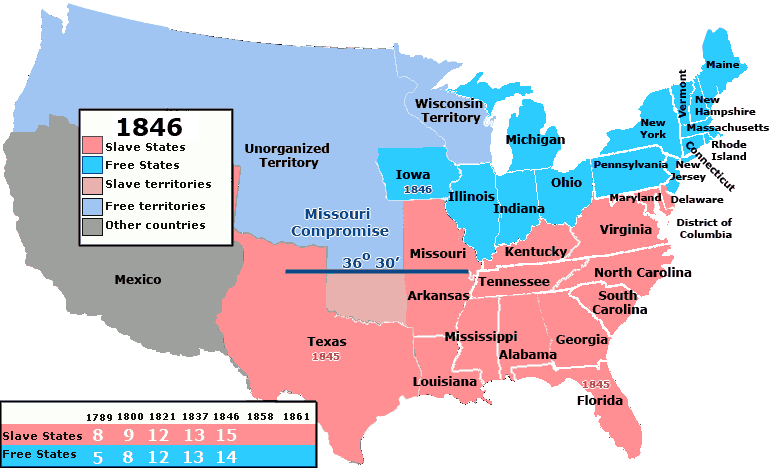

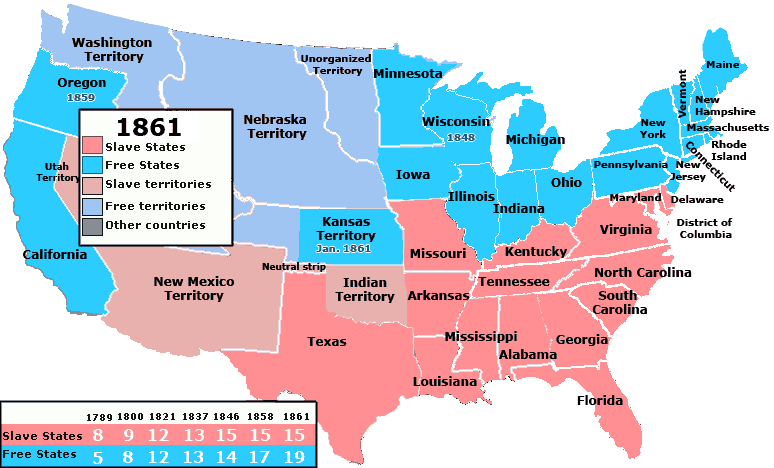

1812년 이후, 남북전쟁 때까지 연방법 하의 자유주와 노예주는 합중국을 유지하기 위해서는 중요성을 가지게 되었으며, 여러 주에서는 전형적으로 쌍을 허용하고 있다:
| 노예주   | 년도 | 자유주                                  | 년도 |
| -------- | ---- | --------------------------------------- | ---- |
| 미시시피 | 1817 | 인디애나                                | 1816 |
| 앨라배마 | 1819 | 일리노이                                | 1818 |
| 미주리   | 1821 | 메인                                    | 1820 |
| 아칸소   | 1836 | 미시간                                  | 1837 |
| 플로리다 | 1845 | 와이오와                                | 1846 |
| 텍사스   | 1845 | 위스콘신                                | 1848 |
|          |      | 캘리포니아 (1명의 노예제 찬성 상원의원) | 1850 |
|          |      | 미네소타                                | 1858 |
|          |      | 오리건                                  | 1859 |
|          |      | 캔자스                                  | 1861 |

## 노예 주의 종말
메릴랜드주,
미주리주,
테니시 주, 웨스트버지니아의 새로운 주, 그리고 컬럼비아는 남북전쟁 종전 이전에 노예제도를 금지시켰다.
그러나 델라웨어주,켄터키주, 그리고 대부분의 남부 주들에게 노예제도는 1865년 12월 미국 전역에 미국수정헌법 제13조가 적용되어 노예제도를 폐지할 때까지 지속되었으며, 그로 인해 자유 주와 노예 주라는 구분은 없어지게 되었다. 미국 헌법 수정 제13조의 비준은 이러한 지역적인 통치를 돌려주는 조건이었다.

## 참고
- Don E. Fehrenbacher and Ward M. Mcafee; The Slaveholding Republic: An Account of the United States Government's Relations to Slavery (2002)

## 같이 보기
- 경계주